# Benperidol
Benperidolul este un antipsihotic tipic derivat de butirofenonă, fiind utilizat în tratamentul schizofreniei. Calea de administrare disponibilă este cea orală.
Molecula a fost dezvoltată de Janssen Pharmaceutica în anul 1961.